# マシュー・グレゴリー・ルイス
マシュー・グレゴリー・ルイス（英: Matthew Gregory Lewis, 1775年7月9日 - 1818年5月14日）は、イギリスの小説家、劇作家。ゴシック小説の代表的な作品の一つとされる『マンク』などで知られ、「マンク・ルイス」とも呼ばれた。

## 経歴
ロンドンにて、ジャマイカ生まれで陸軍大臣代理も務めた父マシュー・ルイスと、文学好きの母の間に、二男二女の長男として生まれた。6歳の時に母は家を出るが、ルイスとは手紙のやり取りを続けて創作上にも影響を与え続け、ルイスは後に生活の援助もしていた。ウェストミンスター・スクールを経て、1790年にオックスフォード大学クライスト・チャーチに学び、外交官を目指して休暇の大部分は現代語を学ぶために海外で過ごした。1791年にはパリ、92年にはヴァイマルに滞在し、この時にゲーテ、ヴィーラントにも紹介された。また在学中には創作にも関心を持って、習作を続けていた。卒業後の1794年にオランダのデン・ハーグのイギリス大使館に勤め、ここには数か月滞在しただけだったが、この間の10週間で『マンク』Ambrosio, or the Monkを書き上げた。これは翌年の夏に発行され、その背徳性と残虐さで大きな非難を浴びたが、ルイスをたちまち有名人にした。いくつかの文章が問題とされて出版1年後に販売禁止の命令を受け、それらを削除した第2版を発行したが、登場人物の恐ろしさには変わりなかった。またこの第2版では、表紙にM・P（下院議員）と記入したことでも非難を浴びた。
『マンク』にどのような倫理的または美的な欠点があったにしろ、ルイスは世間で大いに受け入れられ、社交界の花形となる。王室からも好意的な評を受け、成年に達してすぐの1796年にウィルトシャーからイギリス議会の庶民院議員に選出される。数年後、議会での演説もすることが無いまま議員を引退。ルイスの関心は文学にあり、その戯曲『城の幽霊』（1796年）の上演は長く人気を保っており、これにより多くの戯曲や詩の発表の機会を得た。これに続いてフリードリヒ・フォン・シラーのThe Minister（『たくらみと恋』）、アウグスト・フォン・コチェブーのRollaなどの翻訳物、および他にも多くのオペラ風の悲劇的な作品が矢つぎばやに上演された。1804年にはドイツのハインリヒ・チョッケ『大盗賊アベリーノ』Abällino, der grosse Banditを翻訳した『ベニスの悪漢』を出版し、『マンク』に次いでよく知られる作品となった。
1812年に父の死去により莫大な遺産を相続し、文筆業からも引退して、所有する農園の経営に専念する。1815年に西インド諸島の所有地を訪問、この訪問は4か月間だったことが、死後の1833年に刊行された『西インド諸島の農園所有者の日記』には記されている。次に1817年にジャマイカへ訪問し、奴隷達の扱いをより人道的なものへ向上させた。しかし熱帯の気候による疲労で黄熱病に罹って、帰航の船上で息を引き取り、水葬に付された。
ルイスは、ウェストモーアランドのコーンウォール、およびセント・トーマス島のHordleyの2カ所の土地を所有していた。 それらはHordleyの奴隷登録簿によると、ジョージ・スコットとマシュー・ヘンリー・スコットが共同所有していたものを、1817年に購入したものだった。
また西インド諸島から帰国後の1816年夏に、ジュネーヴ滞在中のバイロン、パーシー・ビッシュ・シェリー、メアリー・シェリー、ジョン・ポリドリを訪問して、5つの怪談について詳しく話したことが、シェリーの8月18日から始まる日記(Journal at Geneva (including ghost stories) and on return to England, 1816)に記されている。（「ディオダティ荘の怪奇談義」には参加していないと見られる）
1839年に「M.G.ルイスの生涯と書簡集」The Life and Correspondence of M. G. Lewis（全2巻）が刊行された。また最初の小説The Effusions of Sensibilityは未完となっている。

## 作品
『マンク』については、バイロンはその風刺詩English Bards and Scotch Reviewers(1809年)の中で「修道僧あるいは詩人ルイスの驚くべき作品によって、パルナッソス山は喜々として墓地となり、サタン自身でさえ住むことを恐れ、汝の髑髏はより深い地獄を識る」と書き、マルキ・ド・サドはエッセイIdée sur les romans(1800年)でルイスを称賛している。アンドレ・ブルトンの『シュルレアリスム宣言』(1924年)では、「文学の領域では、ただ不可思議だけが、〜みのりゆたかにできる」ことの「みごとな証明」として『マンク』を挙げている。

### 著作リスト
- The Effusions of Sensibility （未完）
- 『マンク』The Monk 1796年
- The Castle Spectre 1796年
- Tales of Wonder 1801年
- The Bravo of Venice 1805年
- Romantic Tales 1808年
- Journal of a West Indian Proprietor 1833年
- The Life and Correspondence of M. G. Lewis 1839年

### 短編小説
- The Anaconda
- The Midnight Embrace
- Mistrust
- The Captive
- My Uncle’s Garret Window